# Euxoa hastifera
Euxoa hastifera is een vlinder uit de familie uilen (Noctuidae). De wetenschappelijke naam is voor het eerst geldig gepubliceerd in 1847 door Donzel.
De soort komt voor in Europa.